# Лодіне
Лодіне (італ. Lodine, сард. Lodine) — муніципалітет в Італії, у регіоні Сардинія,  провінція Нуоро.
Лодіне розташоване на відстані близько 340 км на південний захід від Рима, 105 км на північ від Кальярі, 21 км на південний захід від Нуоро.
Населення — 352 особи (2014).
Щорічний фестиваль відбувається 23 квітня. Покровитель — святий Юрій.

## Демографія
Населення за роками:

Станом на 1 січня 2023 року в муніципалітеті іноземці офіційно не проживали.

## Сусідні муніципалітети
- Фонні
- Гавої